# TenZ
Tyson Văn Ngô (sinh ngày 5 tháng 5 năm 2001), hay còn được biết đến với cái tên là TenZ, là một nam streamer và là cựu tuyển thủ chuyên nghiệp của 2 tựa game là Counter-Strike: Global Offensive và VALORANT. Anh được coi là một trong những tuyển thủ VALORANT xuất sắc nhất mọi thời đại.
Anh bắt đầu sự nghiệp thi đấu chuyên nghiệp của mình vào tháng 10 năm 2019 với tư cách là một game thủ Counter-Strike: Global Offensive dưới màu áo Cloud9. Vào tháng 4 năm 2020, anh chuyển sang Valorant nhưng vẫn tiếp tục chơi cho Cloud9. Anh đã tạm nghỉ Valorant chuyên nghiệp vào tháng 1 năm 2021 để tập trung vào sự nghiệp streamer toàn thời gian trên Twitch. Vào cuối tháng 4, anh chơi cho Sentinels dưới dạng cho mượn. Anh đã tiếp tục giành chiến thắng tại VALORANT Masters Reykjavík vào cuối năm đó. Vào tháng 6 năm 2021, hợp đồng Cloud9 của anh đã được Sentinels mua lại. TenZ đã tiếp tục thi đấu cho đến khi tuyên bố kết thúc sự nghiệp chuyên nghiệp của mình vào tháng 9 năm 2024.

## Sự nghiệp
Sự nghiệp thi đấu chuyên nghiệp của TenZ bắt đầu vào tháng 10 năm 2019 khi ở tuổi 18, anh gia nhập đội Cloud9 trong tựa game CS:GO. Sự kiện này đã đánh dấu anh trở thành một trong những game thủ trẻ tuổi nhất trong làng esports vào thời điểm đó. Tuy nhiên, vào tháng 4 năm 2020, sau khi phát hành bản beta công khai của game bắn súng góc nhìn thứ nhất VALORANT của Riot Games , TenZ đã tuyên bố quyết định giải nghệ khỏi CS:GO và chọn chuyển sang VALORANT, qua đó trở thành game thủ chuyên nghiệp đầu tiên của Cloud9 trong tựa game này.
Vào tháng 1 năm 2021, TenZ tuyên bố rời VALORANT chuyên nghiệp để tập trung vào sự nghiệp content creator. Tuy nhiên, không lâu sau, Cloud9 đã đồng ý cho Sentinels mượn TenZ vào tháng 4 năm 2021, sau khi tuyển thủ Sentinels Sinatraa bị đình chỉ. Trong hai giải đấu đầu tiên của Valorant Champions Tour (VCT) 2021, TenZ đã thi đấu từ xa từ Canada. Sentinels đã giành chiến thắng trong giải đấu VALORANT quốc tế đầu tiên, VALORANT Masters Reykjavík sau khi đánh bại Fnatic trong trận chung kết với tỷ số 3–0; TenZ là MVP của trận chung kết. Vào ngày 2 tháng 6 năm 2021, Sentinels đã mua lại hợp đồng của TenZ, được cho là có giá trị từ 1,25 đến 1,5  triệu đô la Mỹ.
Sau danh hiệu quốc tế đầu tiên vào ngày 30 tháng 5 năm 2021, TenZ và Sentinels đã không giành được danh hiệu nào khác trong gần 3 năm.
Vào ngày 18 tháng 4 năm 2023, huấn luyện viên trưởng của Sentinels, Adam Kaplan, thông báo rằng TenZ sẽ tạm thời dự bị do bị ốm và chấn thương ở tay.
Vào ngày 24 tháng 3 năm 2024, TenZ đã đạt được danh hiệu quốc tế thứ hai của mình, giành chiến thắng tại VALORANT Masters Madrid cùng với Sentinels bằng cách đánh bại Gen.G với tỷ số 3-2. Với chiến thắng này, anh là tuyển thủ VALORANT thứ hai giành được hai danh hiệu Masters và là tuyển thủ duy nhất làm được điều này dưới cùng một tổ chức. (Timofey "Chronicle" Khromov là người đầu tiên làm được điều này với Gambit và Fnatic.)
Vào ngày 14 tháng 9 năm 2024, TenZ tuyên bố giải nghệ VALORANT chuyên nghiệp sau bốn năm thi đấu.

## Đời tư
Tyson Văn Ngô, sinh ngày 5 tháng 5 năm 2001 tại Nanaimo, đảo Vancouver, British Columbia, Canada, mang hai dòng máu Việt Nam và Pháp. Anh sống ở Canada trước khi chuyển đến Los Angeles vào tháng 1 năm 2022. 
Tyson hiện đang đính hôn với Kyedae, cũng là một content creator. Họ đã chính thức công bố đính hôn vào tháng 8 năm 2022.
Tyson đã tuyên bố trong một cuộc phỏng vấn rằng anh ấy bị mắc chứng ADHD, nhưng anh ấy không giải quyết hoàn toàn bệnh này cho đến khi anh ấy tạm dừng thi đấu Valorant .
Tyson cũng tiết lộ trong một video được đăng trên kênh YouTube chính thức của Sentinels rằng anh bị mù màu đỏ và do đó sử dụng màu vàng thay vì màu đỏ làm màu đánh dấu đối thủ trong cài đặt Valorant.

## Các giải thưởng và thành tích cá nhân
| Năm  | Giải thưởng         | Hạng mục                    | Kết quả   | LKN    |
| ---- | ------------------- | --------------------------- | --------- | ------ |
| 2021 | The Game Awards     | VĐV Esports xuất sắc nhất   | Đề cử     | [ 19 ] |
| 2021 | Esports Awards      | Tuyển thủ eSports của năm   | Đề cử     | [ 20 ] |
| 2021 | Esports Awards      | Tân binh PC eSports của năm | Đề cử     | [ 20 ] |
| 2022 | The Streamer Awards | Streamer FPS xuất sắc nhất  | Đề cử     | [ 21 ] |
| 2023 | The Streamer Awards | Gamer của năm               | Đoạt giải | [ 22 ] |
| 2024 | The Streamer Awards | Streamer FPS xuất sắc nhất  | Đề cử     | [ 23 ] |